# Чемпионат мира по шорт-треку 2011
Чемпионат мира по шорт-треку 2011 года проходил 11—13 марта в Шеффилде (Великобритания).

## Общий медальный зачёт
| Место | Страна           | Золото | Серебро | Бронза | Всего |
| ----- | ---------------- | ------ | ------- | ------ | ----- |
| 1     | Республика Корея | 5      | 1       | 1      | 7     |
| 2     | США              | 2      | 1       | 3      | 6     |
| 3     | Китай            | 2      | 0       | 4      | 6     |
| 4     | Канада           | 1      | 4       | 1      | 6     |
| 5     | Италия           | 0      | 2       | 1      | 3     |
| 6     | Нидерланды       | 0      | 1       | 0      | 1     |
| 6     | Германия         | 0      | 1       | 0      | 1     |

## Медалисты
За первое место в дисциплине начислялось 34 очка, за второе — 21 очко, за третье — 13 очков, за четвёртое — 8 очков, за пятое — 5 очков, за шестое — 3 очка, за седьмое — 2 очка и за восьмое — 1 очко; очки начислялись лишь спортсменам, принявшим участие в финальных соревнованиях по соответствующей дисциплине. В суперфинале на дистанции 3000 м лидирующие после первого километра спортсмены получали 5 дополнительных очков. Затем очки складывались, и так определялся победитель в многоборье; эстафеты для определения победителей в многоборье не учитывались.

### Мужчины
| Дисциплина | Золото                                                           | Серебро                                                                                    | Бронза                                                                         |
| ---------- | ---------------------------------------------------------------- | ------------------------------------------------------------------------------------------ | ------------------------------------------------------------------------------ |
| Многоборье | Но Джин Гю Республика Корея                                      | Шарль Амлен Канада                                                                         | Лян Вэньхао Китай                                                              |
| 500 м      | Саймон Чо США                                                    | Жан Оливье Канада                                                                          | Лян Вэньхао Китай                                                              |
| 1000 м     | Но Джин Гю Республика Корея                                      | Шарль Амлен Канада                                                                         | Лян Вэньхао Китай                                                              |
| 1500 м     | Но Джин Гю Республика Корея                                      | Шарль Амлен Канада                                                                         | Джеффри Саймон США                                                             |
| 3000 м     | Но Джин Гю Республика Корея                                      | Лян Вэньхао Китай                                                                          | Джеффри Саймон США                                                             |
| Эстафета   | Канада · Майкл Гилдей · Шарль Амлен · Оливье Жан · Франсуа Амлен | Германия · Роберт Беккер · Торстен Крёгер · Роберт Зайферт · Кристоф Мильц · Пауль Херрман | США · Саймон Чо · Трэвис Джейнер · Кайл Карр · Энтони Лобелло · Джеффри Саймон |

### Женщины
| Дисциплина | Золото                                                              | Серебро                                                                             | Бронза                                                                       |
| ---------- | ------------------------------------------------------------------- | ----------------------------------------------------------------------------------- | ---------------------------------------------------------------------------- |
| Многоборье | Чо Хэ Ри Республика Корея                                           | Кэтрин Ройтер США                                                                   | Арианна Фонтана Италия                                                       |
| 500 м      | Фань Кэсинь Китай                                                   | Арианна Фонтана Италия                                                              | Лю Цюхун Китай                                                               |
| 1000 м     | Чо Хэ Ри Республика Корея                                           | Арианна Фонтана Италия                                                              | Кэтрин Ройтер США                                                            |
| 1500 м     | Кэтрин Ройтер США                                                   | Пак Сын Хи Республика Корея                                                         | Чо Хэ Ри Республика Корея                                                    |
| 3000 м     | Чо Хэ Ри Республика Корея                                           | Кэтрин Ройтер США                                                                   | Лю Цюхун Китай                                                               |
| Эстафета   | Китай · Лю Цюхун · Чжан Хуэй · Фань Кэсинь · Ли Цзяньжоу · Сяо Хань | Нидерланды · Йорин тер Морс · Аннита ван Дорн · Яра ван Керкхоф · Санне ван Керкхоф | Канада · Мари-Эв Дроле · Марианна Сен-Желе · Валери Мальте · Джессика Хьюитт |